# Lionel Bringuier
Lionel Bringuier (Niza, 24 de septiembre de 1986) es un pianista, violonchelista y director de orquesta francés.

## Biografía

### Familia
Lionel, Francis, Michel Bringuier nació de padre ingeniero y de madre funcionaria, muy lejos del mundo de la música. Era el cuarto entre sus hermanos, músicos aficionados, entre los que destaca un hermano pianista, Nicolas, que le acompaña ocasionalmente.

### Solista
Lionel debuta a los 5 años de edad en el Conservatorio de proyección regional de Niza (CNR), en el que obtiene cinco primeros premios (violonchelo, piano, música de cámara, cultura musical, formación musical) y el diploma de estudios musicales de violonchelo por unanimidad.
A los 13 años, en febrero de 2000, ingresa en el Conservatorio de París, siendo galardonado por las fundaciones Langart y Cziffra.
El 12 de febrero de 2001, durante la emisión en directo de Victoires de la musique por France 3, dirige la Orquesta Nacional de los Países del Loira (ONPL).
A los 15 años, en 2002, llega a ser el francés más joven en cursar la formación superior de director de orquesta en el Conservatorio de París, en la prestigiosa clase de Zsolt Nagy. Para conseguirlo, se impone entre 49 candidatos. Igualmente, a los 15 años obtiene el título de baccalauréat en la especialidad de música, con una mención.
Como violonchelista, comparte escenario regularmente con su hermano Nicolas al piano.
En junio de 2004, en el CNSM, Lionel Bringuier obtiene el diploma de formación superior (DFS) de violonchelista con sobresaliente.

### Director de orquesta
Tras una formación en música de cámara y de dirección de orquesta, Lionel Bringuier es designado en enero de 2005, director asistente de la orquesta de Cámara de París (EOP).
En 2005, llega a la final del  Concurso Internacional de Besanzón para Jóvenes Directores. De entrada, 220 directores de orquesta de 42 países fueron auditados durante preselecciones en Rusia, en China, Estados Unidos y Francia. Tras estas primeras pruebas, 20 candidatos de 13 países se presentan a las eliminatorias. Para la final, los dos jóvenes directores en liza son valorados según su forma de dirigir La Valse de Ravel, las Variaciones sobre un tema rococó de Chaikovski y Gloria de Philippe Fénelon con el violonchelista solista Marc Coppey.
El premio del público, invitado a voter en la final, fue también asignado a Lionel Bringuier. El único premio entregado por el jurado constaba de 12000 euros.
Como director de orquesta, toca y dirige en la Ópera de Massy, la Acrópolis de Niza, la sala Cortot, el Palacio de Congresos de Marsella.
Es invitado a dirigir numerosas formaciones como l'ONPL, la Orquesta Filarmónica de Montecarlo, la Prague Philharmonic.
Ha dirigido varios conciertos de la Orquesta de Cámara de París durante la temporada 2005-2006.
En 2006, Esa-Pekka Salonen le nombra director asistente de la Orquesta Filarmónica de Los Ángeles. Bringuier asume sus funciones a partir del último trimestre de 2007 haciéndose asimismo el director asistente más joven de la historia de esta prestigiosa formación californiana y el primer francés en ocupar esta puesto. También este mismo año es designado director asociado de la Orquesta de Bretaña, en la que debuta en febrero de 2007.
Gustavo Dudamel, sucesor de Salonen, le designa director asociado de la Orquesta Filarmónica de Los Ángeles.
En 2009, es nombrado director musical de la Orquesta Sinfónica de Castilla y León, de Valladolid, España.
Es director de orquesta invitado de la Alma Chamber Orchestra, una orquesta internacional para la paz, desde el 17 de avril 2014.
A partir de la temporada 2014-2015, ha relevado a David Zinman en la dirección musical de la Orquesta de la Tonhalle de Zúrich.

## Distinciones
- 2002 : Clés de la ville de Niza, otorgadas, en julio, por el alcalde Jacques Peyrat.
- 2017 : Caballero de la Orden Nacional del Mérito, nombrado por la ministra de Cultura, Audrey Azoulay.[2]